# Kolovrat

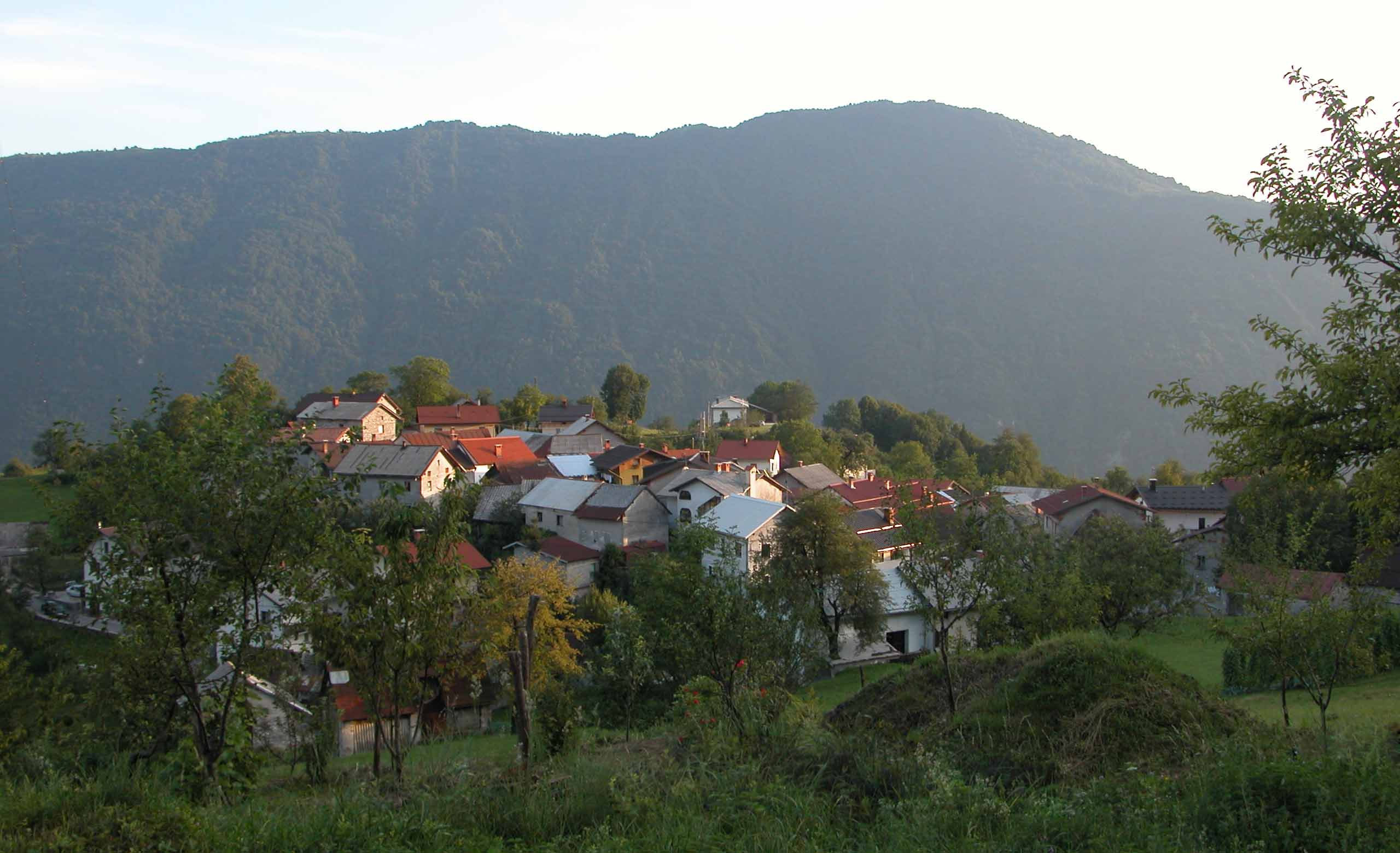
A Kolovrat keletről. az előtérben a nyugat-szlovéniai Vrsno falucska.

A Kolovrat hegygerinc a Júliai-Alpokban Szlovénia és Olaszország határán, első világháborús emlékhely.

## Elhelyezkedése
Mintegy 3,5 kilométer hosszan nyúlik el, körülbelül 1100 méteres magasságban nagyjából kelet-nyugati irányban az Isonzó folyó jobb partján. A tetejéről északi irányban a Júliai-Alpokra, dél felé az olasz Veneto és Friuli-Venezia Giulia régiókra és az Adriai-tengerre nyílik panoráma.

### Hagyományos határhegy
A gerincen Livške Ravne településtől keletre fut a szlovén–olasz államhatár.
A Kolovrat régi határ: a 15. és a 18. század közt a Habsburg Birodalom és a Velencei Köztársaság határa volt, 1866 és 1918 között pedig az Osztrák–Magyar Monarchia és az Olasz Királyság határa.

## Megközelítése
Két út visz fel a gerincre: az egyik Drenchia felől Olaszországból, a másik Livek és Volče falvak felől Szlovéniából.

## Az emlékhely
Az első világháborúban a hegy tetején az olasz hadsereg épített ki gyalogsági és tüzérségi harci állásokat, lövészárkokat és kavernákat, amelyeket a caporettói áttörés során, a központi hatalmak seregei elfoglaltak. Az olaszok az Isonzó bal partját ellenőrizhették erről a hegytetőről, a Tolmin és Kobarid (Caporetto) közti szakaszon. A lövészárkok rendszerét helyreállították, és látogathatók.
Az ingyenesen látogatható kültéri múzeum a Kolovrat keleti vonulatán található, az 1136 méter magas Tinški vrh és az 1115 méteres Na Gradu csúcs között. Fenntartója a Békeséta az Isonzó Régióban Alapítvány.

## Külső hivatkozások
- Google maps, Kolovrat
- Il Kolovrat (bemutató olaszul, sok új és történelmi fotóval